# Rainer Stadelmann
Rainer Stadelmann (Oettingen in Bayern (Baviera), 24 de octubre de 1933 - 14 de enero de 2019) fue un egiptólogo alemán. Estaba considerado un experto en la arqueología de la meseta de Guiza.

## Biografía
Después de su Abitur en Neuburg an der Donau en 1953, estudió egiptología, orientalismo y arqueología en la Universidad de Munich. En 1955 y 1956 participó en la excavación del templo solar egipcio del faraón de la Dinastía V Userkaf en Abusir. Continuó sus estudios en la Universidad de Heidelberg donde, en 1960, defendió su tesis doctoral sobre la veneración de las divinidades sirio-palestinas en Egipto.
En la misma universidad trabajó como profesor asistente hasta 1967, llegando a ser nombrado subdirector del Instituto Arqueológico Alemán de El Cairo y de 1989 a 1998 fue su director. Fue profesor honorario en la Universidad de Heidelberg desde 1975. 
Stadelmann participó en numerosas excavaciones en Elefantina, Tebas y Dahshur. En este último lugar, exploró y escribió sobre su pirámide acodada y el templo del valle del faraón Sneferu.
Hizo numerosos trabajos de campo en el entorno de Tebas, especialmente en el templo de Seti I en Gurna y el templo de Amenhotep III en Kom el-Hettan.
Estaba casado con la también egiptóloga Hourig Sourouzian.

## Reconocimientos
Fue miembro correspondiente de la Academia de Inscripciones y Lenguas Antiguas de París (Académie des inscriptions et belles-lettres) y obtuvo la Orden del Mérito de la República Federal de Alemania (Bundesverdienstkreuz), el Gran Oficial de la Orden de la República (Egipto) y la Madalla de Hathor egipcia.

## Publicaciones seleccionadas
- Stadelmann, Rainer; Guksch, Heike; Polz, Daniel (1998). Stationen. Beiträge zur Kulturgeschichte Ägyptens. Rainer Stadelmann gewidmet. Ed. P. von Zabern. ISBN 3-8053-2526-6.
- Syrisch-palästinensische Gottheiten in Ägypten (= Probleme der Ägyptologie. Vol 5). Brill, Leiden 1967 (Dissertation, Heidelberg, 1960).
- Die ägyptischen Pyramiden. Vom Ziegelbau zum Weltwunder (= Kulturgeschichte der Antiken Welt. Vol 30). Philipp von Zabern, Mainz 1985/1997, ISBN 3-8053-1142-7.
- Die grossen Pyramiden von Giza. Akademische Druck- und Verlags-Anstalt, Graz 1990, ISBN 3-201-01480-X.